# Jeffrey Epstein VI Foundation
A Jeffrey Epstein VI Foundation foi uma fundação privada criada em 2000 pelo financista de Nova Iorque e condenado por abuso sexual Jeffrey Epstein. Oficialmente registrado como J. Epstein VI Foundation, o "VI" significa "Virgin Islands" ("Ilhas Virgens"), onde a fundação está sediada e a Epstein possuía uma ilha particular. O conselho da fundação inclui Cecile de Jongh, esposa do ex-governador das Ilhas Virgens Americanas, John de Jongh.

## Atividade
Em 2003, a fundação prometeu trinta milhões de dólares à Universidade Harvard para estabelecer o Programa de Dinâmica Evolucionária, dirigido por Martin Nowak, professor de matemática e biologia. A Universidade recebeu apenas 6,5 milhões de dólares dessa promessa. A fundação também apoiou o NEURO.tv, uma série de vídeos com especialistas discutindo tópicos relacionados ao cérebro e o projeto OpenCog, uma iniciativa de software de código aberto para inteligência artificial.
Ao longo dos anos, a Fundação reuniu muitos desses cientistas em conferências para discutir o consenso sobre tópicos fundamentais da ciência, como gravidade, ameaças globais à Terra e ao idioma.
Como representante da fundação, Epstein fez parte do Comitê Consultivo de Mente, Cérebro e Comportamento da Universidade Harvard e participou do Instituto Santa Fe, da Iniciativa de Biologia Teórica do Instituto de Estudos Avançados de Princeton e do Programa de Gravidade Quântica da Universidade Harvard. Universidade da Pensilvânia. Epstein também atuou na Comissão Trilateral e no Conselho de Relações Exteriores.